# 妙現寺 (八戸市)
妙現寺（みょうげんじ）は、青森県八戸市に所在する市内唯一の日蓮宗寺院。
山号を太平山（たいへいざん）と称す。

## 起源と歴史
- 1917年（大正6年）- のちに開基檀方となる女性が、太平洋を眼下に望む八戸市湊町館鼻に「御霊石（ごれいせき）」を祀った。その目的は自らの身の難病を癒すためで、題目修行によってその病が平癒した。
- 青森市蓮華寺の「蓮華寺布教所湊教会」として、布教活動が盛んになると共に、御霊石への参拝者が訪れた。
- 1954年（昭和29年）4月27日-寺号公称の認可を受け、第三世大猷院日観が入寺。太平山妙現寺の法灯に火がともされた。
  - 八戸市内唯一の日蓮宗寺院として参拝者が増えるものの、経年による建物の老朽化、狭小な境内地ゆえに境内墓地、駐車場の確保が困難なることが案じられる。
- 1983年（昭和58年）-「宗祖700遠忌報恩記念」「第四世大観院日順上人法灯継承記念」として、移転新築事業に着手。
- 1989年（平成元年）-　妙現寺檀信徒、並びに多くの有縁の方々の協力と支援を得て移転新築事業が円成。
  - 本堂、位牌堂、客殿、庫裡の新築、境内墓地（各家墓地、永代供養塔、ペット供養の愛護動物供養塔）、大型バス対応の駐車場も整備された。
- 1991年（平成3年）-日蓮宗青森県宗務所主催「立教開宗会」会場寺院となる。
- 1993年（平成5年）-第四世大観院日順、日蓮宗加行所（通称日蓮宗大荒行堂）第再々行入行。入行中に第三世大猷院日観遷化。
- 1998年（平成10年）-第四世大観院日順、日蓮宗加行所第五行入行。
- 2002年（平成14年）-大順院日瑛、日蓮宗加行所初行入行。
- 2004年（平成16年）-日蓮宗青森県宗務所主催「立教開宗会」会場寺院となる。
- 2006年（平成20年）-大順院日瑛、日蓮宗加行所第再行入行。

## 主たる法務
参拝者の宗教、宗派を問わず、受けている。
- 1. 供養
    - 葬儀（枕経、火葬、通夜、葬儀）
    - 年回忌法要
    - 水子供養（随時）
    - ペット供養（随時）

  2. 修法（祈とう・お祓い）
    - 地鎮祭、家祓い、自動車交通安全祈とう、子授け・安産祈とう
    - その他、祈とう・お祓い

  3. その他
    - 人生相談「九識霊断法」（随時）
    - 御宝前結婚式（仏前結婚式）（随時）

## 所在地
青森県八戸市大字大久保字西ノ平25-126

## 交通アクセス
- 八戸市東霊園正門、南口より車で3分。徒歩10分。
- JR八戸線 陸奥湊駅より車で15分。
- 八戸久慈自動車道 八戸南ICより5分。